# Isabelle của Pháp và Navarra
Isabelle của Pháp, cũng là Isabel của Navarra (tiếng Pháp: Isabelle de France hay Isabelle de Navarre; tiếng Tây Ban Nha: Isabel de Francia hay Isabel de Navarra; tiếng Anh: Isabella of France; 1295 - 22 tháng 8, 1385), có biệt danh là Sói bà nước Pháp (tiếng Pháp: Louve de France, tiếng Anh: She-Wolf of France) là Vương hậu nước Anh với tư cách là hôn phối của Quốc vương Edward II của Anh. Bà là đứa con gái duy nhất của Philippe IV của Pháp và Juana I của Navarra. Với vị trí Vương hậu, Isabelle đương thời rất nổi tiếng vì sắc đẹp mê hoặc của bà, cùng khả năng ngoại giao và trí tuệ cực kì xuất chúng đã khiến bà trở thành một người phụ nữ quyền lực về sau.
Isabelle đến Vương quốc Anh vào năm 12 tuổi, vào thời điểm cao trào xung đột giữa Quốc vương và các thế lực Nam tước. Người chồng mới của bà nổi tiếng lúc bấy giờ vì dung túng quá mức cận thần của ông, Piers Gaveston, thế nhưng Vương hậu Isabelle trái lại còn giúp đỡ Edward trong những năm này, thiết lập một mối quan hệ hữu hảo với Gaveston, đồng thời bà dùng mối quan hệ của mình với triều đình nước Pháp để tăng cường uy tính và thế lực của bản thân. Sau cái chết của Gaveston vào năm 1312 bởi các Nam tước, Edward quay sang sủng ái Hugh Despenser, đồng thời nuôi kế hoạch trả thù các Nam tước, dẫn đến Trận Despenser và bắt đầu một thời kì hỗn loạn nội bộ nước Anh. Isabelle không thể khoan thứ dung túng Hugh Despencer và việc này làm căng thẳng quan hệ hôn nhân giữa bà và Edward II.
Trở lại nước Pháp trong vấn đề ngoại giao, Isabelle đã gặp gỡ và tư thông với Roger Mortimer, và cả hai cùng đồng ý phế bỏ Edward II cũng như lật đổ dòng họ Despenser. Vương hậu Isabelle trở về nước Anh cùng một lực lượng lính đánh thuê vào năm 1326, nhanh chóng chiếm lấy triều đình và khiến quân lính của Edward II ruồng bỏ ông ta mà đầu hàng. Vương hậu phế bỏ Quốc vương, lập con trai mình là Edward Winsor lên ngôi và nắm giữ vai trò nhiếp chính. Nhiều sử gia cho rằng bà đã sắp xếp cuộc ám sát Edward II ngay sau đó. Sau khi nắm quyền, bà trọng dụng người tình Roger Mortimer và sa vào tiêu xài lãng phí, không những vậy bà còn duy trì cuộc chiến tranh tốn kém giữa Anh và Scotland. Năm 1330, Edward III phế bỏ Mortimer và tử hình ông ta. Isabelle không bị trừng phạt, nhưng bị giam lỏng cho đến khi qua đời.
Trong văn hóa đại chúng về sau ở Anh, Thái hậu Isabelle trở thành một hình dung nổi tiếng của thuật ngữ Femme fatale, những người phụ nữ có ảnh hưởng đến người khác qua nhan sắc và sự mê hoặc, đồng thời thường dẫn những người đó đến kết cục xấu. Bà nổi tiếng qua các tác phẩm văn học, kịch nghệ, được miêu tả là xinh đẹp nhưng độc ác, ảnh hưởng chính trị qua việc thao túng người khác.

## Thiếu thời và cuộc hôn nhân
Isabelle sinh ra tại Paris, ngày sinh và năm sinh của bà vẫn chưa được xác định chính xác. Theo Annals of Wigmore, bà được cho là sinh vào năm 1292, và Peter Langtoft cũng xác nhận, dẫn chứng bà đã 7 tuổi vào năm 1299. Những sử gia người Pháp Guillaume de Nangis và Thomas Walsingham nỏi rằng bà đã 12 tuổi khi kết hôn vào tháng 1 năm 1308, đặt giả thiết bà sinh vào giữa tháng 1 năm 1295 và 1296. Theo sắc lệnh của Giáo hoàng Clêmentê V vào tháng 11 năm 1305, cho phép sự hôn nhân có ủy thác của bà, cho thấy khi đó bà vừa 10 tuổi. Theo nguyên tắc kinh điển, bà phải đạt được 7 tuổi trước lễ hứa hôn vào tháng 5 năm 1303, và 12 tuổi trước lễ thành hôn vào tháng 1 năm 1308, đại đa số kết luận rằng bà phải sinh vào khoảng tháng 5 và tháng 10 năm 1295.
Isabelle được sinh ra trong gia đình tôn tộc danh giá, cai trị phần lớn lãnh thổ của Tây Âu. Bà là con gái của Philippe IV của Pháp và Juana I của Navarra, các anh em trai của bà là Louis, Phillip và Charles đều trở thành các Quốc vương nước Pháp. Cha của bà, Quốc vương Phillip nước Pháp, được biết đến là "le Bel" (the Fair) bởi ngoại hình đẹp đẽ nhưng không biểu lộ cảm xúc, được ví như những bức tượng. Ông đã xây dựng một chế độ quân chủ chuyên chế tại Pháp, nhằm thống nhất quyền lực, giải quyết các xung đột trong nước và từ đó bành trướng sự ảnh hưởng của Pháp ra khu vực xung quanh. Nhưng cũng vì thế mà thiếu hụt tài chính là vấn đề dai dẳng trong suốt Triều đại của ông. Mẹ của Isabelle qua đời khi bà còn rất nhỏ, những người đương thời nghi ngờ chính Phillip IV đã giết bà, mặc dù việc này có thể là không đúng.
Isabelle lớn lên trong Château du Louvre và Palais de la Cité ở Paris, được chăm sóc bới bảo mẫu Théophania de Saint-Pierre, và Isabell đã nhận được một nền giáo dục hoàn hảo, được dạy đọc sách và viết, cũng từ đây đã tạo nên niềm yêu thích đọc sách của bà. Theo như thông thường, các người con của Phillip IV đều kết hôn khi còn nhỏ để phục vụ lợi ích chính trị, và Isabelle được hứa hôn với Edward II của Anh khi còn trẻ để giải quyết vấn đề giữa nước Anh và nước Pháp về tranh chấp thuộc địa Gascony, và yêu cầu của Pháp đối với Anh giao trả Anjou, Normandy và Aquitaine. Giáo hoàng Bônifaciô VIII đã thúc giục cuộc hôn nhân từ năm 1298 nhưng bị trì hoãn vì những cuộc tranh cãi xung quanh cuộc hôn nhân. Edward I của Anh đã nhiều lần muốn hủy bỏ hôn ước vì những ích lợi chính trị không thể đàm phán được, đến năm 1307 sau khi ông ta qua đời thì cuộc hôn nhân mới được đề xuất tiến hành.
Năm 1308, ngày 25 tháng 1, Isabelle và Edward II cuối cùng cũng thành hôn tại Boulogne-sur-Mer. Của hồi môn của bà biểu thị cho sự giàu có và phong cách: hàng trăm bộ được may bằng vải lụa, nhung, tơ tằm cùng vô số những bộ áo lông thú, bên cạnh đó bà còn mang theo 72 nón mũ và mũ ni, cùng với hàng trăm đồ dùng bằng vàng, bạc và 419 lat vải lanh. Vào thời điểm kết hôn, Isabelle tầm 12 tuổi và được Geoffrey of Paris miêu tả rằng: "Người đẹp nhất trong những người đẹp....trong vương quốc hay phải nói là khắp cả châu Âu". Đây không đơn giản chỉ là lời tâng bốc thông thường, mà theo nhiều sử gia nhận định cha bà Phillip IV và các anh trai bà rất đẹp trai, cũng như việc chồng bà Edward II đã đặt biệt danh cho bà là Isabelle the Fair. Isabelle được mô tả rất giống cha bà, và khác với mẹ bà là Juana I của Navarre, một người phụ nữ đơn giản và tròn trĩnh.

## Xâm lược nước Anh

### Cái chết của Vua Edward
Như một biện pháp tạm thời, Edward II bị Henry of Lancaster quản thúc, người đã giao nộp Great Seal của Edward cho Isabella. Tuy nhiên, tình hình vẫn căng thẳng; Isabella rõ ràng lo ngại về việc những người ủng hộ Edward dàn dựng một cuộc phản đảo chính, và vào tháng 11, cô chiếm giữ Tháp Luân Đôn, bổ nhiệm một trong những người ủng hộ mình làm thị trưởng và triệu tập một hội đồng gồm các quý tộc và nhà thờ ở Wallingford để thảo luận về số phận của Edward. Hội đồng kết luận rằng Edward sẽ bị phế truất một cách hợp pháp và bị quản thúc tại gia cho đến cuối đời. Điều này sau đó đã được xác nhận tại quốc hội tiếp theo, được thống trị bởi những người theo Isabella và Mortimer. Phiên họp được tổ chức vào tháng 1 năm 1327, với trường hợp của Isabella được dẫn dắt bởi người ủng hộ của cô là Adam Orleton, Giám mục của Hereford. Con trai của Isabella, Hoàng tử Edward, được xác nhận là Edward III của Anh, với mẹ ông được bổ nhiệm làm nhiếp chính. Vị trí của Isabella vẫn còn bấp bênh, vì cơ sở pháp lý để phế truất Edward bị nghi ngờ và nhiều luật sư thời đó cho rằng Edward II vẫn là vị vua hợp pháp, bất chấp tuyên bố của Nghị viện. Tình hình có thể đảo ngược bất cứ lúc nào và Edward II được biết đến là một người cai trị đầy thù hận.
Số phận sau đó của Edward II, và vai trò của Isabella trong đó, vẫn được các nhà sử học tranh cãi gay gắt. Phiên bản được đồng ý tối thiểu của các sự kiện là Isabella và Mortimer đã đưa Edward chuyển từ Lâu đài Kenilworth ở Midlands đến vị trí an toàn hơn của Lâu đài Berkeley ở biên giới xứ Wales, nơi anh ta bị Chúa Berkeley quản thúc. Vào ngày 23 tháng 9, Isabella và Edward III được người đưa tin thông báo rằng Edward đã chết trong khi bị giam giữ tại lâu đài, vì một "tai nạn chết người". Thi thể của Edward dường như được chôn cất tại Nhà thờ Gloucester, với trái tim của anh được trao trong quan tài cho Isabella. Sau tang lễ, có tin đồn trong nhiều năm rằng Edward đã sống sót và thực sự còn sống ở một nơi nào đó ở châu Âu, một số trong số đó được bắt giữ trong Bức thư Fieschi nổi tiếng được viết vào những năm 1340, mặc dù không có bằng chứng cụ thể nào được đưa ra để hỗ trợ các cáo buộc. Tuy nhiên, có nhiều cách giải thích lịch sử khác nhau về các sự kiện xung quanh chuỗi sự kiện cơ bản này.
Theo truyền thuyết, Isabella và Mortimer nổi tiếng âm mưu giết Edward theo cách không để đổ lỗi cho mình, gửi một mệnh lệnh nổi tiếng (trong tiếng Latinh: Eduardum Occidere nolite timere bonum est), tùy thuộc vào vị trí dấu phẩy được chèn, có thể có nghĩa là "Đừng sợ giết Edward; điều đó là tốt" hoặc "Đừng giết Edward; điều đó là tốt khi sợ hãi". Trên thực tế, có rất ít bằng chứng về việc bất kỳ ai quyết định ám sát Edward, và không có bất kỳ ghi chú nào được viết. Tương tự như vậy, các tài khoản về Edward bị giết bằng một ván bài xì phé đỏ rực không có nguồn tin hiện đại mạnh mẽ để hỗ trợ chúng. Quan điểm thông thường của thế kỷ 20 cho rằng Edward đã chết tại Lâu đài Berkeley, hoặc bị giết theo lệnh của Isabella hoặc do sức khỏe kém do bị giam cầm, và những lời kể sau đó về sự sống sót của anh ta chỉ đơn giản là tin đồn, tương tự như những tin đồn xung quanh Joan of Arc và những người cùng thời khác sau khi họ qua đời.
Tuy nhiên, ba nhà sử học gần đây đã đưa ra một cách giải thích khác về các sự kiện. Paul Doherty, người viết nhiều về Bức thư Fieschi của những năm 1340, đã lập luận rằng Edward trên thực tế đã trốn thoát khỏi Lâu đài Berkeley với sự giúp đỡ của William Ockle, một hiệp sĩ mà Doherty cho rằng sau đó đã giả dạng Edward để cải trang đi khắp châu Âu, sử dụng tên "William người xứ Wales "để thu hút sự chú ý khỏi chính Edward thật. Theo cách hiểu này, một người trông giống nhau đã được chôn cất tại Gloucester. Ian Mortimer, tập trung nhiều hơn vào các tài liệu đương đại từ chính năm 1327, lập luận rằng Roger de Mortimer đã thiết kế một "lối thoát" giả cho Edward khỏi Lâu đài Berkeley; sau khi Edward này bị giữ ở Ireland, tin rằng anh ta thực sự đang trốn tránh Mortimer, trước khi cuối cùng tìm thấy mình tự do, nhưng không được chào đón về mặt chính trị, sau sự sụp đổ của Isabella và Mortimer. Trong phiên bản này, Edward lên đường đến châu Âu, trước khi được chôn cất tại Gloucester. Cuối cùng, Alison Weir, một lần nữa vẽ Bức thư Fieschi, gần đây đã lập luận rằng Edward II đã thoát khỏi những kẻ bắt giữ mình, giết một người trong quá trình này, và sống như một ẩn sĩ trong nhiều năm; theo cách hiểu này, thi thể trong Nhà thờ Gloucester là của kẻ bắt giữ đã chết của Edward. Trong tất cả các phiên bản này, người ta cho rằng việc Isabella và Mortimer công khai tuyên bố rằng Edward đã chết, ngay cả khi họ đã biết sự thật. Tuy nhiên, các nhà sử học khác, bao gồm cả David Carpenter, đã chỉ trích phương pháp luận đằng sau cách tiếp cận theo chủ nghĩa xét lại này và không đồng ý với kết luận.

## Gia phả
| \| \| \| \| \| \| \| \| \| \| \| \| \| \| \| \| \| \| \| \| 16. Thibaut III xứ Champagne \| \| \| \| \| \| \| \| \| \| \| \| \| \| \| \| \| \| \| \| \| \| \| \| \| \| \| \| \| \| \| \| \| \| \| \| \| \| \| \| \| \| \| \| \| \| \| \| \| \| \| \| \| \| 8. Tibalt I của Navarra[9] \| \| \| \| \| \| \| \| \| \| \| \| \| \| \| \| \| \| \| \| \| \| \| \| \| \| \| \| \| \| \| \| \| \| \| \| \| \| \| \| \| \| \| \| \| \| \| \| \| \| \| \| \| \| 17. Zuria của Navarra \| \| \| \| \| \| \| \| \| \| \| \| \| \| \| \| \| \| \| \| \| \| \| \| \| \| \| \| \| \| \| \| \| \| \| \| \| \| \| \| \| \| \| \| \| \| \| \| \| \| \| \| \| \| 4. Enrique I của Navarra[10] \| \| \| \| \| \| \| \| \| \| \| \| \| \| \| \| \| \| \| \| \| \| \| \| \| \| \| \| \| \| \| \| \| \| \| \| \| \| \| \| \| \| \| \| \| \| \| \| \| \| \| \| \| \| 18. Archambaud VIII xứ Bourbon \| \| \| \| \| \| \| \| \| \| \| \| \| \| \| \| \| \| \| \| \| \| \| \| \| \| \| \| \| \| \| \| \| \| \| \| \| \| \| \| \| \| \| \| \| \| \| \| \| \| \| \| \| \| 9. Marguerite xứ Bourbon[9] \| \| \| \| \| \| \| \| \| \| \| \| \| \| \| \| \| \| \| \| \| \| \| \| \| \| \| \| \| \| \| \| \| \| \| \| \| \| \| \| \| \| \| \| \| \| \| \| \| \| \| \| \| \| 19. Alix Guigone xứ Forez \| \| \| \| \| \| \| \| \| \| \| \| \| \| \| \| \| \| \| \| \| \| \| \| \| \| \| \| \| \| \| \| \| \| \| \| \| \| \| \| \| \| \| \| \| \| \| \| \| \| \| \| \| \| 2. Joana I của Navarra \| \| \| \| \| \| \| \| \| \| \| \| \| \| \| \| \| \| \| \| \| \| \| \| \| \| \| \| \| \| \| \| \| \| \| \| \| \| \| \| \| \| \| \| \| \| \| \| \| \| \| \| \| \| 20. Louis VIII của Pháp (=16) \| \| \| \| \| \| \| \| \| \| \| \| \| \| \| \| \| \| \| \| \| \| \| \| \| \| \| \| \| \| \| \| \| \| \| \| \| \| \| \| \| \| \| \| \| \| \| \| \| \| \| \| \| \| 10. Robert I xứ Artois[10] \| \| \| \| \| \| \| \| \| \| \| \| \| \| \| \| \| \| \| \| \| \| \| \| \| \| \| \| \| \| \| \| \| \| \| \| \| \| \| \| \| \| \| \| \| \| \| \| \| \| \| \| \| \| 21. Blanca của Castilla (=17) \| \| \| \| \| \| \| \| \| \| \| \| \| \| \| \| \| \| \| \| \| \| \| \| \| \| \| \| \| \| \| \| \| \| \| \| \| \| \| \| \| \| \| \| \| \| \| \| \| \| \| \| \| \| 5. Blanche xứ Artois[10] \| \| \| \| \| \| \| \| \| \| \| \| \| \| \| \| \| \| \| \| \| \| \| \| \| \| \| \| \| \| \| \| \| \| \| \| \| \| \| \| \| \| \| \| \| \| \| \| \| \| \| \| \| \| 22. Hendrik II xứ Brabant \| \| \| \| \| \| \| \| \| \| \| \| \| \| \| \| \| \| \| \| \| \| \| \| \| \| \| \| \| \| \| \| \| \| \| \| \| \| \| \| \| \| \| \| \| \| \| \| \| \| \| \| \| \| 11. Machteld xứ Brabant[10] \| \| \| \| \| \| \| \| \| \| \| \| \| \| \| \| \| \| \| \| \| \| \| \| \| \| \| \| \| \| \| \| \| \| \| \| \| \| \| \| \| \| \| \| \| \| \| \| \| \| \| \| \| \| 23. Maria xứ Swabia \| \| \| \| \| \| \| \| \| \| \| \| \| \| \| \| \| \| \| \| \| \| \| \| \| \| \| \| \| \| \| \| \| \| \| \| \| \| \| \| \| \| \| \| \| \| \| \| \| \| \| \| \| \| 1. Isabel của Navarra và Pháp \| \| \| \| \| \| \| \| \| \| \| \| \| \| \| \| \| \| \| \| \| \| \| \| \| \| \| \| \| \| \| \| \| \| \| \| \| \| \| \| \| \| \| \| \| \| \| \| \| \| \| \| \| \| 24. Louis VIII của Pháp \| \| \| \| \| \| \| \| \| \| \| \| \| \| \| \| \| \| \| \| \| \| \| \| \| \| \| \| \| \| \| \| \| \| \| \| \| \| \| \| \| \| \| \| \| \| \| \| \| \| \| \| \| \| 12. Louis IX của Pháp[11] \| \| \| \| \| \| \| \| \| \| \| \| \| \| \| \| \| \| \| \| \| \| \| \| \| \| \| \| \| \| \| \| \| \| \| \| \| \| \| \| \| \| \| \| \| \| \| \| \| \| \| \| \| \| 25. Blanca của Castilla \| \| \| \| \| \| \| \| \| \| \| \| \| \| \| \| \| \| \| \| \| \| \| \| \| \| \| \| \| \| \| \| \| \| \| \| \| \| \| \| \| \| \| \| \| \| \| \| \| \| \| \| \| \| 6. Philippe III của Pháp[12] \| \| \| \| \| \| \| \| \| \| \| \| \| \| \| \| \| \| \| \| \| \| \| \| \| \| \| \| \| \| \| \| \| \| \| \| \| \| \| \| \| \| \| \| \| \| \| \| \| \| \| \| \| \| 26. Raimond Bérenger V xứ Provence \| \| \| \| \| \| \| \| \| \| \| \| \| \| \| \| \| \| \| \| \| \| \| \| \| \| \| \| \| \| \| \| \| \| \| \| \| \| \| \| \| \| \| \| \| \| \| \| \| \| \| \| \| \| 13. Marguerite xứ Provence[11] \| \| \| \| \| \| \| \| \| \| \| \| \| \| \| \| \| \| \| \| \| \| \| \| \| \| \| \| \| \| \| \| \| \| \| \| \| \| \| \| \| \| \| \| \| \| \| \| \| \| \| \| \| \| 27. Beatrice của Savoia \| \| \| \| \| \| \| \| \| \| \| \| \| \| \| \| \| \| \| \| \| \| \| \| \| \| \| \| \| \| \| \| \| \| \| \| \| \| \| \| \| \| \| \| \| \| \| \| \| \| \| \| \| \| 3. Philippe IV của Pháp \| \| \| \| \| \| \| \| \| \| \| \| \| \| \| \| \| \| \| \| \| \| \| \| \| \| \| \| \| \| \| \| \| \| \| \| \| \| \| \| \| \| \| \| \| \| \| \| \| \| \| \| \| \| 28. Pero II của Aragón \| \| \| \| \| \| \| \| \| \| \| \| \| \| \| \| \| \| \| \| \| \| \| \| \| \| \| \| \| \| \| \| \| \| \| \| \| \| \| \| \| \| \| \| \| \| \| \| \| \| \| \| \| \| 14. Chaime I của Aragón[12] \| \| \| \| \| \| \| \| \| \| \| \| \| \| \| \| \| \| \| \| \| \| \| \| \| \| \| \| \| \| \| \| \| \| \| \| \| \| \| \| \| \| \| \| \| \| \| \| \| \| \| \| \| \| 29. Marie xứ Montpellier \| \| \| \| \| \| \| \| \| \| \| \| \| \| \| \| \| \| \| \| \| \| \| \| \| \| \| \| \| \| \| \| \| \| \| \| \| \| \| \| \| \| \| \| \| \| \| \| \| \| \| \| \| \| 7. Isabel của Aragón[12] \| \| \| \| \| \| \| \| \| \| \| \| \| \| \| \| \| \| \| \| \| \| \| \| \| \| \| \| \| \| \| \| \| \| \| \| \| \| \| \| \| \| \| \| \| \| \| \| \| \| \| \| \| \| 30. András II của Hungary \| \| \| \| \| \| \| \| \| \| \| \| \| \| \| \| \| \| \| \| \| \| \| \| \| \| \| \| \| \| \| \| \| \| \| \| \| \| \| \| \| \| \| \| \| \| \| \| \| \| \| \| \| \| 15. Jolán của Hungary[12] \| \| \| \| \| \| \| \| \| \| \| \| \| \| \| \| \| \| \| \| \| \| \| \| \| \| \| \| \| \| \| \| \| \| \| \| \| \| \| \| \| \| \| \| \| \| \| \| \| \| \| \| \| \| 31. Yolande của Courtenay \| \| \| \| \| \| \| \| \| \| \| \| \| \| \| \| \| \| \| \| \| \| \| \| \| \| \| \| \| \| \| \| \| \| \| \| \| \| \| \| \| \| \| \| \| \| \| \| \| \| \| \| |                                    |  |  |  |  |  |  |  |  |  |  |  |  |  |  |  |
| |                                    |  |  |  |  |  |  |  |  |  |  |  |  |  |  |  |
| | 16. Thibaut III xứ Champagne       |  |  |  |  |  |  |  |  |  |  |  |  |  |  |  |
| |                                    |  |  |  |  |  |  |  |  |  |  |  |  |  |  |  |
| |                                    |  |  |  |  |  |  |  |  |  |  |  |  |  |  |  |
| | 8. Tibalt I của Navarra            |  |  |  |  |  |  |  |  |  |  |  |  |  |  |  |
| |                                    |  |  |  |  |  |  |  |  |  |  |  |  |  |  |  |
| |                                    |  |  |  |  |  |  |  |  |  |  |  |  |  |  |  |
| | 17. Zuria của Navarra              |  |  |  |  |  |  |  |  |  |  |  |  |  |  |  |
| |                                    |  |  |  |  |  |  |  |  |  |  |  |  |  |  |  |
| |                                    |  |  |  |  |  |  |  |  |  |  |  |  |  |  |  |
| | 4. Enrique I của Navarra           |  |  |  |  |  |  |  |  |  |  |  |  |  |  |  |
| |                                    |  |  |  |  |  |  |  |  |  |  |  |  |  |  |  |
| |                                    |  |  |  |  |  |  |  |  |  |  |  |  |  |  |  |
| | 18. Archambaud VIII xứ Bourbon     |  |  |  |  |  |  |  |  |  |  |  |  |  |  |  |
| |                                    |  |  |  |  |  |  |  |  |  |  |  |  |  |  |  |
| |                                    |  |  |  |  |  |  |  |  |  |  |  |  |  |  |  |
| | 9. Marguerite xứ Bourbon           |  |  |  |  |  |  |  |  |  |  |  |  |  |  |  |
| |                                    |  |  |  |  |  |  |  |  |  |  |  |  |  |  |  |
| |                                    |  |  |  |  |  |  |  |  |  |  |  |  |  |  |  |
| | 19. Alix Guigone xứ Forez          |  |  |  |  |  |  |  |  |  |  |  |  |  |  |  |
| |                                    |  |  |  |  |  |  |  |  |  |  |  |  |  |  |  |
| |                                    |  |  |  |  |  |  |  |  |  |  |  |  |  |  |  |
| | 2. Joana I của Navarra             |  |  |  |  |  |  |  |  |  |  |  |  |  |  |  |
| |                                    |  |  |  |  |  |  |  |  |  |  |  |  |  |  |  |
| |                                    |  |  |  |  |  |  |  |  |  |  |  |  |  |  |  |
| | 20. Louis VIII của Pháp (=16)      |  |  |  |  |  |  |  |  |  |  |  |  |  |  |  |
| |                                    |  |  |  |  |  |  |  |  |  |  |  |  |  |  |  |
| |                                    |  |  |  |  |  |  |  |  |  |  |  |  |  |  |  |
| | 10. Robert I xứ Artois             |  |  |  |  |  |  |  |  |  |  |  |  |  |  |  |
| |                                    |  |  |  |  |  |  |  |  |  |  |  |  |  |  |  |
| |                                    |  |  |  |  |  |  |  |  |  |  |  |  |  |  |  |
| | 21. Blanca của Castilla (=17)      |  |  |  |  |  |  |  |  |  |  |  |  |  |  |  |
| |                                    |  |  |  |  |  |  |  |  |  |  |  |  |  |  |  |
| |                                    |  |  |  |  |  |  |  |  |  |  |  |  |  |  |  |
| | 5. Blanche xứ Artois               |  |  |  |  |  |  |  |  |  |  |  |  |  |  |  |
| |                                    |  |  |  |  |  |  |  |  |  |  |  |  |  |  |  |
| |                                    |  |  |  |  |  |  |  |  |  |  |  |  |  |  |  |
| | 22. Hendrik II xứ Brabant          |  |  |  |  |  |  |  |  |  |  |  |  |  |  |  |
| |                                    |  |  |  |  |  |  |  |  |  |  |  |  |  |  |  |
| |                                    |  |  |  |  |  |  |  |  |  |  |  |  |  |  |  |
| | 11. Machteld xứ Brabant            |  |  |  |  |  |  |  |  |  |  |  |  |  |  |  |
| |                                    |  |  |  |  |  |  |  |  |  |  |  |  |  |  |  |
| |                                    |  |  |  |  |  |  |  |  |  |  |  |  |  |  |  |
| | 23. Maria xứ Swabia                |  |  |  |  |  |  |  |  |  |  |  |  |  |  |  |
| |                                    |  |  |  |  |  |  |  |  |  |  |  |  |  |  |  |
| |                                    |  |  |  |  |  |  |  |  |  |  |  |  |  |  |  |
| | 1. Isabel của Navarra và Pháp      |  |  |  |  |  |  |  |  |  |  |  |  |  |  |  |
| |                                    |  |  |  |  |  |  |  |  |  |  |  |  |  |  |  |
| |                                    |  |  |  |  |  |  |  |  |  |  |  |  |  |  |  |
| | 24. Louis VIII của Pháp            |  |  |  |  |  |  |  |  |  |  |  |  |  |  |  |
| |                                    |  |  |  |  |  |  |  |  |  |  |  |  |  |  |  |
| |                                    |  |  |  |  |  |  |  |  |  |  |  |  |  |  |  |
| | 12. Louis IX của Pháp              |  |  |  |  |  |  |  |  |  |  |  |  |  |  |  |
| |                                    |  |  |  |  |  |  |  |  |  |  |  |  |  |  |  |
| |                                    |  |  |  |  |  |  |  |  |  |  |  |  |  |  |  |
| | 25. Blanca của Castilla            |  |  |  |  |  |  |  |  |  |  |  |  |  |  |  |
| |                                    |  |  |  |  |  |  |  |  |  |  |  |  |  |  |  |
| |                                    |  |  |  |  |  |  |  |  |  |  |  |  |  |  |  |
| | 6. Philippe III của Pháp           |  |  |  |  |  |  |  |  |  |  |  |  |  |  |  |
| |                                    |  |  |  |  |  |  |  |  |  |  |  |  |  |  |  |
| |                                    |  |  |  |  |  |  |  |  |  |  |  |  |  |  |  |
| | 26. Raimond Bérenger V xứ Provence |  |  |  |  |  |  |  |  |  |  |  |  |  |  |  |
| |                                    |  |  |  |  |  |  |  |  |  |  |  |  |  |  |  |
| |                                    |  |  |  |  |  |  |  |  |  |  |  |  |  |  |  |
| | 13. Marguerite xứ Provence         |  |  |  |  |  |  |  |  |  |  |  |  |  |  |  |
| |                                    |  |  |  |  |  |  |  |  |  |  |  |  |  |  |  |
| |                                    |  |  |  |  |  |  |  |  |  |  |  |  |  |  |  |
| | 27. Beatrice của Savoia            |  |  |  |  |  |  |  |  |  |  |  |  |  |  |  |
| |                                    |  |  |  |  |  |  |  |  |  |  |  |  |  |  |  |
| |                                    |  |  |  |  |  |  |  |  |  |  |  |  |  |  |  |
| | 3. Philippe IV của Pháp            |  |  |  |  |  |  |  |  |  |  |  |  |  |  |  |
| |                                    |  |  |  |  |  |  |  |  |  |  |  |  |  |  |  |
| |                                    |  |  |  |  |  |  |  |  |  |  |  |  |  |  |  |
| | 28. Pero II của Aragón             |  |  |  |  |  |  |  |  |  |  |  |  |  |  |  |
| |                                    |  |  |  |  |  |  |  |  |  |  |  |  |  |  |  |
| |                                    |  |  |  |  |  |  |  |  |  |  |  |  |  |  |  |
| | 14. Chaime I của Aragón            |  |  |  |  |  |  |  |  |  |  |  |  |  |  |  |
| |                                    |  |  |  |  |  |  |  |  |  |  |  |  |  |  |  |
| |                                    |  |  |  |  |  |  |  |  |  |  |  |  |  |  |  |
| | 29. Marie xứ Montpellier           |  |  |  |  |  |  |  |  |  |  |  |  |  |  |  |
| |                                    |  |  |  |  |  |  |  |  |  |  |  |  |  |  |  |
| |                                    |  |  |  |  |  |  |  |  |  |  |  |  |  |  |  |
| | 7. Isabel của Aragón               |  |  |  |  |  |  |  |  |  |  |  |  |  |  |  |
| |                                    |  |  |  |  |  |  |  |  |  |  |  |  |  |  |  |
| |                                    |  |  |  |  |  |  |  |  |  |  |  |  |  |  |  |
| | 30. András II của Hungary          |  |  |  |  |  |  |  |  |  |  |  |  |  |  |  |
| |                                    |  |  |  |  |  |  |  |  |  |  |  |  |  |  |  |
| |                                    |  |  |  |  |  |  |  |  |  |  |  |  |  |  |  |
| | 15. Jolán của Hungary              |  |  |  |  |  |  |  |  |  |  |  |  |  |  |  |
| |                                    |  |  |  |  |  |  |  |  |  |  |  |  |  |  |  |
| |                                    |  |  |  |  |  |  |  |  |  |  |  |  |  |  |  |
| | 31. Yolande của Courtenay          |  |  |  |  |  |  |  |  |  |  |  |  |  |  |  |
| |                                    |  |  |  |  |  |  |  |  |  |  |  |  |  |  |  |
| |                                    |  |  |  |  |  |  |  |  |  |  |  |  |  |  |  |

## Tư liệu tham khảo
- Ainsworth, Peter. (2006) Representing Royalty: Kings, Queens and Captains in Some Early Fifteenth Century Manuscripts of Froissart's Chroniques. in Kooper (ed) 2006.
- Boutell, Charles. (1863) A Manual of Heraldry, Historical and Popular. London: Winsor & Newton.
- Carpenter, David. (2007a) "What Happened to Edward II?" London Review of Books. Vol. 29, No. 11. ngày 7 tháng 6 năm 2007.
- Carpenter, David. (2007b) "Dead or Alive." London Review of Books. Vol. 29, No. 15. ngày 2 tháng 8 năm 2007.
- Castor, Helen. (2011) She-Wolves: The Women Who Ruled England Before Elizabeth, Faber and Faber. ISBN 0571237061
- Doherty, P.C. (2003) Isabella and the Strange Death of Edward II. London: Robinson. ISBN 1-84119-843-9.
- Ewan, Elizabeth. "Braveheart." American Historical Review. Vol. 100, No. 4. October 1995.
- Given-Wilson, Chris. (ed) (2002) Fourteenth Century England. Prestwich: Woodbridge.
- Holmes, George. (2000) Europe, Hierarchy and Revolt, 1320–1450, 2nd edition. Oxford: Blackwell.
- Kibler, William W. (1995) Medieval France: an Encyclopedia. London: Routledge.
- Kooper, Erik (ed). (2006) The Medieval Chronicle IV. Amsterdam: Rodopi.
- Lord, Carla. (2002) Queen Isabella at the Court of France. in Given-Wilson (ed) (2002).
- Mortimer, Ian. (2004) The Greatest Traitor: The Life of Sir Roger Mortimer, Ruler of England 1327–1330. London: Pimlico Press.
- Mortimer, Ian. (2006) The Perfect King: The Life of Edward III, Father of the English Nation. London: Vintage Press. ISBN 978-0-09-952709-1.
- Myers, A. R. (1978) England in the Late Middle Ages. Harmondsworth: Penguin Books.
- Neillands, Robin. (2001) The Hundred Years War. London: Routledge.
- Sumption, Jonathan. (1999) The Hundred Years War: Trial by Battle. Philadelphia: Pennsylvania University Press.
- Weir, Alison. (1999) Britain's Royal Family: A Complete Genealogy. London: The Bodley Head.
- Weir, Alison. (2006) Queen Isabella: She-Wolf of France, Queen of England. London: Pimlico Books. ISBN 978-0-7126-4194-4.